# Прва лига Црне Горе у фудбалу 2020/21.
Прва лига Црне Горе у сезони 2020/21. је петнаесто такмичење организовано од стране фудбалског савеза Црне Горе од оснивања 2006. године и то је први степен такмичења у Црној Гори.
Прошле сезоне из Прве лиге Црне Горе су испала два клуба и то: Ком који је елиминисан након баражних утакмица и Грбаљ као последњепласирани клуб. У Прву лигу Црне Горе су ушли следећи клубови: Дечић као првопласирана екипа и Језеро после баража. Тироград је након баражних утакмица остао у Првој лиги Црне Горе.

## Систем такмичења
У такмичењу учествује 10 клубова, игра се четворокружним системом, свако са сваким кући и на страни по двапут. На крају сезоне, победник Прве лиге учесвује у квалификацијама за Лигу шампиона за сезону 2021/22, које почиње од 1. кола, док ће другопласирана и трећепласирана екипа, као и победник Купа играти у квалификацијама за Лигу конференције од 1. кола. На крају сезоне из лиге испада последњепласирана екипа, док ће осмопласирана и деветопласирана екипа на крају сезоне играти у плеј офу за опстанак са другопласираном и трећепласираном екипом из Друге лиге на крају сезоне 2020/21.

## Промене у саставу лиге
| На почетку сезоне 2020/21. из Друге лиге Црне Горе су се у Прву лигу пласирали: - Дечић из Тузи (првопласирани тим Друге лиге) - Језеро из Плава (победнички тим у баражу над екипом Кома) Два тима у претходној сезони су испала у Другу лигу Црне Горе и то су: - Ком из Подгорице (поражени тим у баражу од екипе Језера) - Грбаљ из Радановића (последњепласирани тим Прве лиге) |

## Састав Прве лиге Црне Горе у сезони 2020/21.
| Клуб         | Мјесто      | Стадион                 | Капацитет |
| ------------ | ----------- | ----------------------- | --------- |
| ФК Будућност | Подгорица   | Стадион под Горицом     | 15.230    |
| ФК Дечић     | Тузи        | Стадион Тушко поље      | 3.000     |
| ФК Зета      | Голубовци   | Стадион Трешњица        | 5.000     |
| ФК Искра     | Даниловград | Стадион браће Велашевић | 2.000     |
| ФК Језеро    | Плав        | Градски стадион Беране  | 10.000    |
| ОФК Петровац | Петровац    | Стадион под Малим брдом | 1.630     |
| ФК Подгорица | Подгорица   | ДГ Арена                | 1.200     |
| ФК Рудар     | Пљевља      | Стадион под Голубињом   | 10.000    |
| ФК Сутјеска  | Никшић      | Стадион крај Бистрице   | 6.180     |
| ОФК Титоград | Подгорица   | Стадион ФК Младост      | 2.000     |

## Резултати
Играло се по четворокружном бод систему. Свака екипа са свком 4 пута, укупно 36 кола.
| Домаћин \ Гост | БУД   | ДЕЧ   | ИСК   | ЈЕЗ   | ТИТ   | ПЕТ   | ПОД   | РУД   | СУТ   | ЗЕТ   |
| -------------- | ----- | ----- | ----- | ----- | ----- | ----- | ----- | ----- | ----- | ----- |
| Будућност      | —     | 2 : 2 | 1 : 0 | 2 : 1 | 3 : 1 | 2 : 1 | 1 : 0 | 4 : 2 | 1 : 0 | 3 : 0 |
| Дечић          | 2 : 0 | —     | 2 : 0 | 0 : 0 | 3 : 0 | 1 : 0 | 0 : 3 | 4 : 1 | 1 : 1 | 0 : 0 |
| Искра          | 0 : 2 | 0 : 0 | —     | 2 : 1 | 1 : 1 | 1 : 0 | 1 : 1 | 0 : 1 | 3 : 0 | 0 : 0 |
| Језеро         | 0 : 2 | 0 : 0 | 0 : 2 | —     | 1 : 0 | 2 : 0 | 0 : 0 | 1 : 0 | 0 : 2 | 1 : 1 |
| Титоград       | 0 : 4 | 1 : 1 | 1 : 1 | 1 : 0 | —     | 2 : 2 | 1 : 0 | 0 : 2 | 0 : 0 | 1 : 0 |
| Петровац       | 0 : 1 | 1 : 1 | 1 : 0 | 0 : 1 | 1 : 3 | —     | 0 : 1 | 1 : 1 | 1 : 1 |       |
| Подгорица      | 4 : 0 | 1 : 1 | 1 : 1 | 1 : 0 | 2 : 0 | 1 : 3 | —     | 2 : 0 | 1 : 1 | 0 : 1 |
| Рудар          | 1 : 2 | 0 : 3 | 4 : 0 | 0 : 1 | 3 : 1 | 1 : 0 | 1 : 0 | —     | 0 : 4 | 0 : 3 |
| Сутјеска       | 0 : 1 | 1 : 1 | 3 : 2 | 0 : 1 | 3 : 0 | 3 : 3 | 3 : 0 | 2 : 0 | —     | 0 : 2 |
| Зета           | 0 : 2 | 0 : 2 | 0 : 1 | 1 : 0 | 1 : 0 | 1 : 0 | 1 : 1 | 2 : 1 | 0 : 1 | —     |

| Домаћин \ Гост | БУД   | ДЕЧ   | ИСК   | ЈЕЗ   | ТИТ   | ПЕТ   | ПОД   | РУД   | СУТ   | ЗЕТ   |
| -------------- | ----- | ----- | ----- | ----- | ----- | ----- | ----- | ----- | ----- | ----- |
| Будућност      | —     | 2 : 0 | 1 : 0 | 3 : 2 | 1 : 0 | 0 : 2 | 1 : 2 | 3 : 1 | 1 : 1 | 0 : 1 |
| Дечић          | 0 : 4 | —     | 0 : 0 | 0 : 0 | 1 : 0 | 1 : 1 | 0 : 1 | 0 : 1 | 2 : 1 | 3 : 1 |
| Искра          | 1 : 1 | 2 : 1 | —     | 1 : 1 | 1 : 1 | 0 : 0 | 1 : 0 | 2 : 0 | 0 : 0 | 1 : 1 |
| Језеро         | 1 : 2 | 1 : 0 | 0 : 0 | —     | 0 : 0 | 1 : 0 | 3 : 2 | 1 : 2 | 0 : 2 | 0 : 1 |
| Титоград       | 0 : 2 | 1 : 0 | 0 : 0 | 1 : 2 | —     | 1 : 0 | 0 : 1 | 0 : 0 | 0 : 4 | 0 : 2 |
| Петровац       | 1 : 4 | 0 : 0 | 1 : 0 | 0 : 2 | 0 : 0 | —     | 2 : 1 | 3 : 1 | 1 : 3 | 0 : 2 |
| Подгорица      | 0 : 1 | 0 : 3 | 1 : 0 | 2 : 1 | 2 : 1 | 0 : 1 | —     | 2 : 1 | 0 : 4 | 2 : 1 |
| Рудар          | 1 : 1 | 0 : 0 | 0 : 0 | 4 : 2 | 4 : 2 | 2 : 0 | 1 : 0 | —     | 0 : 2 | 0 : 1 |
| Сутјеска       | 0 : 1 | 1 : 2 | 2 : 2 | 0 : 0 | 1 : 2 | 2 : 1 | 1 : 1 | 1 : 1 | —     | 4 : 3 |
| Зета           | 2 : 4 | 1 : 2 | 0 : 2 | 0 : 1 | 2 : 1 | 1 : 1 | 1 : 3 | 0 : 1 | 0 : 2 | —     |

## Табела
| М  | Екипа     | Одиг. | Поб. | Нер. | Пор. | ДГ | ПГ | ГР  | Бод. |
| -- | --------- | ----- | ---- | ---- | ---- | -- | -- | --- | ---- |
| 1  | Будућност | 36    | 27   | 4    | 5    | 65 | 29 | +36 | 85   |
| 2  | Сутјеска  | 36    | 15   | 12   | 9    | 56 | 34 | +22 | 57   |
| 3  | Дечић     | 36    | 13   | 15   | 8    | 39 | 28 | +11 | 54   |
| 4  | Подгорица | 36    | 15   | 7    | 14   | 39 | 38 | +1  | 52   |
| 5  | Језеро    | 36    | 12   | 9    | 15   | 28 | 34 | -6  | 45   |
| 6  | Зета      | 36    | 13   | 7    | 16   | 34 | 41 | -7  | 45   |
| 7  | Рудар     | 36    | 13   | 6    | 17   | 38 | 50 | -12 | 45   |
| 8  | Искра     | 36    | 9    | 17   | 10   | 28 | 29 | -1  | 44   |
| 9  | Петровац  | 36    | 7    | 11   | 18   | 29 | 45 | -16 | 32   |
| 10 | Титоград  | 36    | 7    | 10   | 19   | 23 | 51 | -28 | 31   |

Легенда:
| Првак Прве лиге Црне Горе |
| ------------------------- |
| Будућност 5. титула       |

## Доигравање за пласман у Прву лигу
Након завршетка првенства другопласирана екипа из Друге лиге играла је са деветопласираном екипом из Прве лиге и трећепласираниа из Друге лиге против осмопласираног из Прве лиге. Победници ових сусрета изборили су пласман у Прву лигу за сезону 2021/22, а поражени ће играти у Другој лиги Црне Горе.

### Први мечеви
| Искра                               | 2:1      | Игало 1929     |
| ----------------------------------- | -------- | -------------- |
| Богдан Милић 46’ · Матија Рачић 58’ | Извештај | Џонсо Ли 90+3’ |

| Петровац                | 2:1      | Арсенал Тиват               |
| ----------------------- | -------- | --------------------------- |
| Лука Медиговић 30’, 88’ | Извештај | Ћетко Манојловић 44’ (пен.) |

### Други мечеви
| Игало 1929 | 0:1      | Искра                   |
| ---------- | -------- | ----------------------- |
|            | Извештај | Иван Вуковић 25’ (пен.) |

- Искра се укупним резултатом 3:1 пласирала у Прву лигу Црне Горе за сезону 2021/22.

| Арсенал Тиват                                                                          | 2:1      | Петровац                                                                     |
| -------------------------------------------------------------------------------------- | -------- | ---------------------------------------------------------------------------- |
| Хулијан Монтенегро 25’ · Ћетко Манојловић 58’ (пен.)                                   | Извештај | Аднан Башић 79’                                                              |
| Пенали                                                                                 |          |                                                                              |
| - Монтенегро - Рио Тачибана - Радиновић - Манојловић - Тодоровић - Мусић - Хаџибеговић | 5:6      | - Башић - Дивановић - Риојо Тачибана - Вулчевић - Микијељ - Драганић - Зврко |

- Петровац се укупним резултатом 9:8 након једанаестераца пласирало у Прву лигу Црне Горе за сезону 2021/22.